# Patricio Castillo
Patricio Castillo (Cautín, 1946) è un cantautore e polistrumentista cileno, ex componenente dei Quilapayún.
Patricio Castillo si è distinto come uno tra i più importanti membri dei Quilapayún, dato il suo lavoro solista e le numerose collaborazioni con altri musicisti come Isabel Parra, Víctor Jara, Los Jaivas e gli Amerindios. Castillo è considerato un eccezionale cantautore e polistrumentista, con all'attivo una carriera cinquantennale, un'ampia discografia ed esisbizioni dal vivo in tutto il mondo.

## Biografia
Figlio di un violinista e una pianista, Patricio Castillo viene cresciuto in un ambiente famigliare dedicato alla musica. Studia al conservatorio, chitarra, composizione e armonia, e in seguito fa parte dell'orchestra di balletto folkloristico Pucará. È già un abile chitarrista quando, a 19 anni, nel 1965, viene invitato da Eduardo Carrasco, suo compagno universitario presso l'Università del Cile, a unirsi ai Quilapayún. Nel gruppo sviluppa la ricerca verso la musica di protesta con contenuti sociali e la musica folk latinoamericana. Con i Quilapayún viaggia attraverso il Sud America, Cuba e diverse parti d'Europa, partecipando a due album fondamentali del gruppo: Basta e Cantata Santa María de Iquique, in cui suona la quena. Canta in ben note canzoni del gruppo con il suo caratteristico timbro vocale come La muralla e contribuisce come compositore al repertorio dei Quilapayún, componendo, tra gli altri, brani strumentali quali Gringa e Ñancahuazú.
Durante un viaggio in Bolivia amplia la propria conoscenza degli strumenti musicali legati alla tradizione del Cile, della Colombia e del Venezuela, cominciando a suonare il charango, il cuatro, il tiple e il guitarrón. Nel 1971, a causa di vari problemi, abbandona i Quilapayún, divenendo ospite fisso della Peña de los Parra e iniziando a lavorare dal vivo e in studio con altri artisti come Víctor Jara e Isabel Parra, nei dischi dei quali il suo nome è spesso presente. Contribuisce a due produzioni importanti della discografia di Víctor Jara come Canto libre del 1970 ed El derecho de vivir en paz del 1971. Contribuisce inoltre agli arrangiamenti e in parte alla composizione dell'album di Jara incompiuto e pubblicato postumo dopo il suo assassinio, Tiempos que cambian, contribuendo anche a un brano fondamentale del repertorio di Jara quale Plegaria a un labrador, seppure non accreditato nelle note di copertina del disco.
Dopo un breve periodo nel gruppo Los Incas, Castillo si unisce agli Amerindios, in cui ritrova un suo ex compagno dei Quilapayún, Julio Numhauser, ma il colpo di stato del 1973 interrompe bruscamente tutte queste collaborazioni e Castillo, così come molti altri suoi compagni, trova riparo in Francia, dove vivrà in esilio per alcuni anni. In Europa Castillo prosegue la sua attività musicale da solista e con importanti collaborazioni. Dopo aver inciso in Cile l'album Vientos del pueblo assieme a Isabel Parra, a Parigi pubblica nel 1975 il suo debutto come solista, l'album La primavera muerta en el tejado, che comprende sue composizioni oltre a composizioni di Víctor Jara (Te recuerdo Amanda, El arado ed El aparecido) e Patricio Manns (la composizione La primavera muerta en el tejado che copre tutto il lato A, in cui viene raccontata l'allusiva storia di una ragazza morta l'11 settembre 1973 per mano dei militari). L'album solista successivo del 1977, Provincias, è un album malinconico, contenenti testi dello scrittore Ariel Dorfman e a cui collaborano Tita Parra (figlia maggiore di Isabel), Alejandro Lazo e Manduka.
Accanto ai lavori solisti, gran parte del lavoro di Castillo negli anni settante e ottanta è quello di polistrumentista al servizio di importanti artisti come Isabel Parra, Ángel Parra e in particolare de Los Jaivas, cui contribuisce partecipando agli album Alturas de Machu Picchu, Aconcagua e Obras de Violeta Parra.
Acquisita ormai la cittadinanza francese, Castillo, torna saltuariamente in Cile a partire dagli anni novanta. Nel 1992 torna inoltre a collaborare saltuariamente con i Quilapayún come bassista e flautista dal 1992, in sostituzione di Ricardo Venegas, unendosi alla formazione francese guidata da Rodolfo Parada, in seguito alla crisi del gruppo degli anni novanta, che porta alla formazione di due distinti gruppi. Con un altro componente dei Quilapayún, Hugo Lagos, formerà inoltre il duo latin jazz Aguana, senza per altro pubblicare altri lavori solisti fino al 2009, quando esce il suo nuovo album Travesía.
A partire dal 2000 comincia a progettare il suo rientro in Cile, che viene portato a compimento nel 2016, quando decide di tornare a vivere a Santiago del Cile, dove proseguirà la sua attività musicale pubblicando il nuovo album Huellas en el mar nel 2017.

## Discografia parziale

### Discografia con i Quilapayún

#### Album
- 1966 - Quilapayún Quilapayún
- 1967 - Quilapayún e Víctor Jara Canciones folklóricas de América
- 1968 - Quilapayún X Vietnam
- 1968 - Quilapayún Quilapayún 3
- 1969 - Quilapayún Basta
- 1970 - Quilapayún Quilapayún 4
- 1970 - Quilapayún e Héctor Duvauchelle Cantata Santa María de Iquique
- 1999 - Quilapayún Al horizonte
- 2003 - Quilapayún A Palau
- 2004 - Quilapayún Canto por el cambio

### Discografia solista

#### Album in studio
- 1974 - Vientos del pueblo (con Isabel Parra)
- 1975 - La primavera muerta en el tejado
- 1977 - Provincias
- 2009 - Travesía
- 2017 - Huellas en el mar

#### Album dal vivo
- 1975 - Recital Isabel Parra y Patricio Castillo. Club Vanguardia Barcelona (con Isabel Parra)

#### Singoli
- 1973 - The Winds Are Singing Freedom/Por todo Chile (con Isabel Parra, split con The Sands Family)

#### Collaborazioni
- 1966 - Víctor Jara Víctor Jara, Canto a lo humano
- 1967 - Víctor Jara Víctor Jara
- 1969 - Víctor Jara Pongo en tus manos abiertas
- 1970 - Víctor Jara Canto libre
- 1971 - Víctor Jara El derecho de vivir en paz
- 1972 - Los Jaivas Todos juntos
- 1974 - Víctor Jara Manifiesto
- 1981 - Los Jaivas Alturas de Macchu Picchu
- 1982 - Los Jaivas Aconcagua
- 1984 - Los Jaivas Obras de Violeta Parra